# Вельт-Штраус, Роза
Роза Вельт-Штраус (1856, Черновцы — 1938, Женева) — суфражистка и феминистка, американка еврейского происхождения, родившаяся на Буковине в Австрийской империи. Первая австрийка, окончившая среднюю школу, первая австрийка, получившая медицинскую степень, а также первая женщина-офтальмолог в Европе.

## Биография
Роза Вельт-Штраус родилась в еврейской семье и выросла с тремя сёстрами: Идой (1879—1950), Леонорой (1859—1944) и Сарой (1859—1944). Помимо посещения школы, она получила значительную часть своего образования от отца, Синая Вельта (1834—1882), а также от преподавателя Карла Эмиля Францоса. В 1873 году она с отличием окончила среднюю школу. Чтобы дать дочери возможность изучать медицину, семья переехала в Вену. Однако Венский университет не принял Розу, поэтому с 1874 года она получала медицинское образование в Берне, где в 1878 году получила докторскую степень. Леонора и Сара также стали врачами, а Ида изучала химию.
Вернувшись в Вену, Роза продолжила свое образование, посещая лекции, особенно по офтальмологии, и стажируясь в госпитале Ротшильдов. Затем она работала в родильном доме в Дрездене. В Вене она также была активным членом Ассоциации передового женского образования.
В 1882 году семья переехала в Женеву, откуда Роза Вельт эмигрировала в Америку. Впоследствии она долгие годы работала офтальмологом и хирургом в глазной клинике и глазном отделении женской клиники Нью-Йорка. Роза вышла замуж за бизнесмена Луиса Штрауса, от которого у неё родилась дочь Нелли Штраус-Мохенсон.
Помимо своей профессиональной деятельности, Роза Вельт-Штраус активно участвовала в борьбе за избирательное право женщин в Нью-Йорке. Она также поддерживала деятельность Международного альянс за женское избирательное право (IWSA) (с 1926 года — Международный союз женщин), основанный Керри Чапмен Кэтт, Мари Стритт, Анитой Аугспург и Кете Ширмахер. В 1904 году она вошла в состав американской делегации на первом конгрессе IWSA.
В 1919 году Вельт-Штраус вместе с дочерью Нелли переехала в Палестину. Уже через два месяца после прибытия она возглавила первую общенациональную женскую организацию, боровшуюся за равноправие в Эрец-Исраэль — Союз еврейских женщин за равные права в Эрец-Исраэль, которую она возглавляла до конца жизни. Вероятно, её связи с американским женским движением и Международным союзом суфражисток (IWSA) сыграли решающую роль в её избрании.
В сентябре 1919 года газета Гаарец опубликовала письмо Вельт-Штраус, в котором она писала об американских еврейках, борющихся за женское избирательное право вместе с другими женщинами в США. Она выражала уверенность, что в Эрец-Исраэль такая борьба не потребуется. Однако, вопреки её ожиданиям, добиться женского избирательного права в её новой стране оказалось делом долгим и трудным.
В июле 1920 года она отправилась в Лондон, чтобы принять участие в собрании, на котором была создана Международная женская сионистская организация. Позднее в том же году она представляла Союз еврейских женщин за равные права в Эрец-Исраэль на конгрессе Международного альянса за женское избирательное право в Женеве. Роза Вельт-Штраус входила в международные комитеты Альянса, участвовала во всех его конгрессах и часто включалась в делегации к премьер-министрам стран, где проводились эти конгрессы.
В 1926 году харедим, которые не хотели сталкиваться с возможностью плебисцита, покинули Собрание представителей Ишува. В том же году было сделано официальное заявление (ратифицированное мандатным правительством в 1927 году), подтверждающее «равные права женщин во всех сферах жизни Ишува — гражданской, политической и экономической». Роза Вельт-Штраус умерла в Женеве в 1938 году.